# Johnny Schwerin
Kurt Johnny Schwerin, född 6 februari 1935 i Västerås, är en svensk filmfotograf och stillbildsfotograf.

## Filmfoto i urval
- 1957 – Vildmarkssommar
- 1959 – Fridolfs farliga ålder
- 1960 – Flickan i fönstret
- 1966 – Den ödesdigra klockan
- 1969 – The Last Performance